# Hyla felixarabica
Hyla felixarabica es una especie de anfibio anuro de la familia Hylidae.

## Distribución geográfica
Esta especie se encuentra en Siria, Jordania, Israel, Arabia Saudita y Yemen.

## Taxonomía
Durante mucho tiempo se ha confundido con Hyla savignyi.

## Publicación original
- Gvoždík, Moravec, Klütsch & Kotlík, 2010: Phylogeography of the Middle Eastern tree frogs (Hyla, Hylidae, Amphibia) as inferred from nuclear and mitochondrial DNA variation, with a description of a new species. Molecular Phylogenetics and Evolution, vol. 55, n.º 3, p. 1146-1166.[3]